# عائد صافي بنكي
العائد الصافي البنكي، (بالفرنسية: Produit Net Bancaire)، (بالإنجليزية: Net banking income) هو مؤشر مالي لقياس حجم معاملات المؤسسات البنكية. يتم حسابه، على العموم، حسب الصيغة التالية:
عائد صافي بنكي = (مجموع الفوائد المحصلة + مجموع العمولات المحصلة + مجموع العائدات البنكية الأخرى) - (مجموع الفوائد المؤداة + مجموع العمولات المدفوعة + مجموع التكاليف البنكية الأخرى).

## أهمية المؤشر
يتم جمع التكاليف الثابتة والمتغيرة ومن ضمنها الفوائد المؤداة والعمولات وغيرها وتخفيضها من الإيراد البنكي والذي يضم الفوائد المحصلة والعمولات المحصلة والإيرادات البنكية الأخرى